# Paratridactylus eidmanni
Paratridactylus eidmanni är en insektsart som beskrevs av Viktor von Ebner-Rofenstein 1943. Paratridactylus eidmanni ingår i släktet Paratridactylus och familjen Tridactylidae. Inga underarter finns listade i Catalogue of Life.